# Poppelsläktet
Poppelsläktet (Populus) är ett släkte i familjen videväxter. Släktet kännetecknas av sina trekantiga blad och kraftiga bark på stammen. Flera arters förmåga att skjuta rotskott gör att de arterna ofta inte är särskilt populära att få in i trädgårdarna. De är dioika, tvåbyggare.

## Historik
Balsampoppel är den poppel som först infördes till Sverige i början av 1700-talet. De flesta av de andra arterna kom in under samma århundrade. Med några undantag förökar sig poppeln inte i vilt tillstånd utan måste odlas genom sådd, ympning eller genom sticklingar.
Poppel är idag Värmlands landskapsträd.

## Odling
Flera poppelarter har en hög biomassaproduktion och volymtillväxt och kan odlas med korta omloppstider. Poppel och hybridpoppel skjuter många stubbskott men relativt få rotskott.[källa behövs] För asp och hybridasp är det tvärtom, de får många rotskott och få stubbskott.[källa behövs]
Poppel går enkelt att föröka genom vedartade sticklingar medan det är svårt att få vedartade sticklingar av asp och hybridasp att rota sig. Det är möjligt att föröka asp och hybridasp genom örtartade sticklingar från nya skott men för att denna metod ska fungera krävs mycket noggrann passning av sticklingarna med avseende på vattentillgång och luftfuktighet. Två andra och vanligare förökningsmetoder för hybridasp är mikroförökning genom knoppmeristem i laboratorium och förökning genom rotskott. Förökning genom rotskott görs genom att gräva upp rötter och plantera dem i jord och sedan ta rotskotten som kommer upp. Vanlig asp förökas inom skogsbruk huvudsakligen genom rotskott som naturligt alstras i stor mängd.
Forskare på Sveriges lantbruksuniversitet tror att det går att producera 500 kubikmeter poppelved per hektar på 20 år på marker med god vattenhållande förmåga, även om detta inte är påvisat. De har ungefär hundra olika poppelvarianter som de arbetar med för att studera detta.

## Användning
Poppelved kan utgöra basmaterial för produktion av fordonsbränsle, men denna användning har globalt sett begränsad betydelse.
Eftersom poppel huvudsakligen är mjuk och föga motståndskraftig används den sällan som virke. Eftersom den är lättbearbetad har den dock använts till vissa husgeråd, som virke i träskor med mera. Några poppelarter utvecklar naturligt missfärgad kärnved vilket kan påverka bearbetning och användningsområde.   Asp ingår i poppelsläktet och används vid tillverkning av tändstickor.
Arter inom poppelsläktet är också vanliga vid tillverkning av alpinskidor.
Forskare vid SLU och Stockholms universitet har experimenterat i att framställa bomullsliknande material ur poppel, med förhoppningen att i framtiden ersätta så mycket som hälften av världens bomull med ett mer hållbart material.

## Några arter
- Amerikansk asp (Populus tremuloides)
- Asp - (Populus tremula)
- Balsampoppel - (Populus balsamifera)
- Japansk poppel (Populus maximowiczii)
- Jätteasp (Populus tremula 'Erecta')
- Jättepoppel - (Populus trichocarpa)
- Kinesisk poppel (Populus simonii)
- Koreapoppel (Populus koreana)
- Lagerpoppel (Populus laurifolia)
- Poppel - (Populus fremontii)
- Sibirisk poppel (Populus suaveolens)
- Silverpoppel - (Populus alba)
- Storbladig poppel (Populus lasiocarpa)
- Svartpoppel - (Populus nigra)
- Wilsonpoppel (Populus wilsonii)
- Populus angustifolia

Hybrider:
- Berlinerpoppel (Populus × berolinensis)
- Engelsk poppel (Populus × generosa)
- Furstepoppel (Populus × rasumowskiana)
- Gråpoppel (Populus × canescens)
- Kanadapoppel (Populus × canadensis)
- Ontariopoppel (Populus × jackii)
- Praktpoppel (Populus × wilsocarpa)
- Tsarpoppel (Populus × petrowskiana)

## Bildgalleri

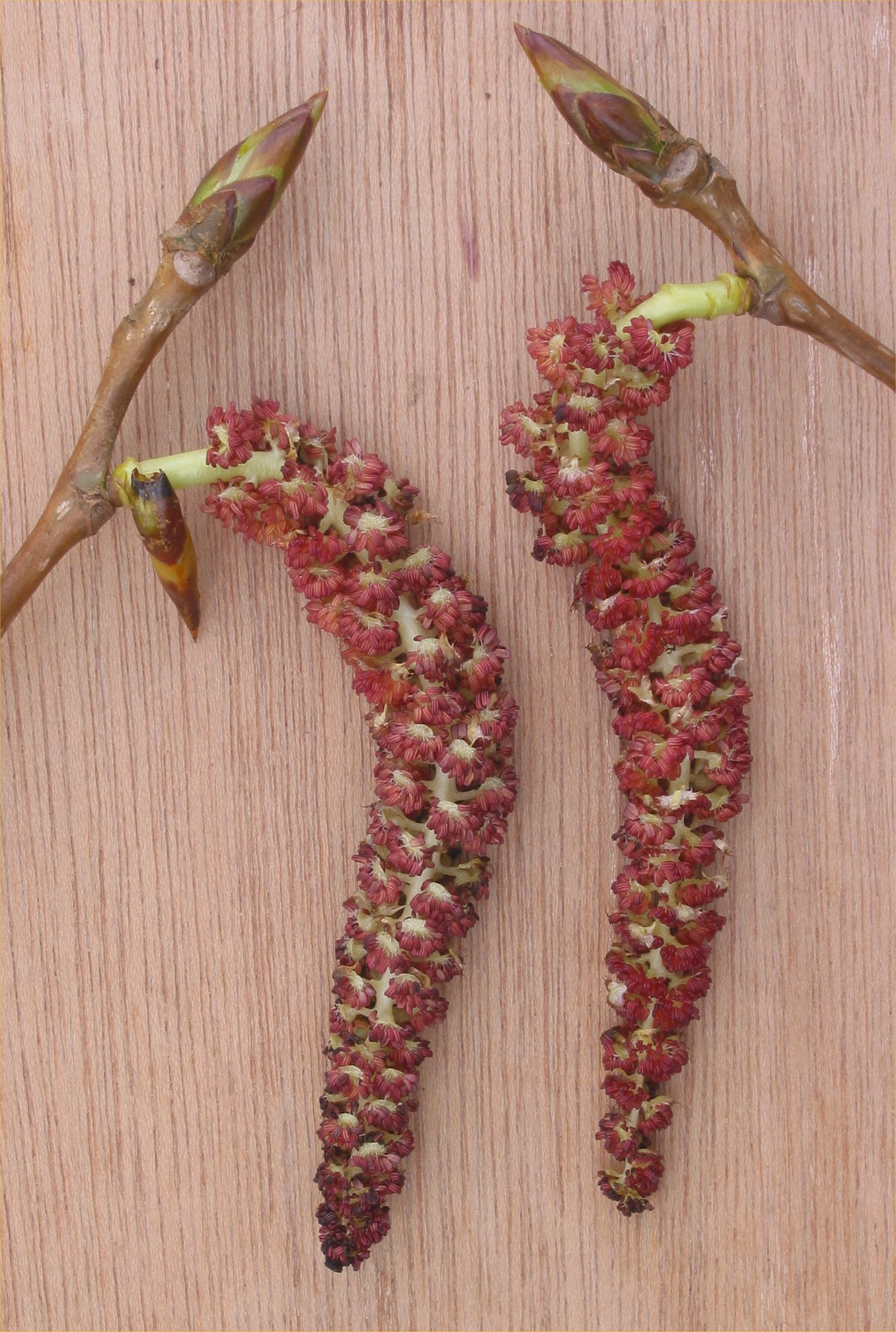
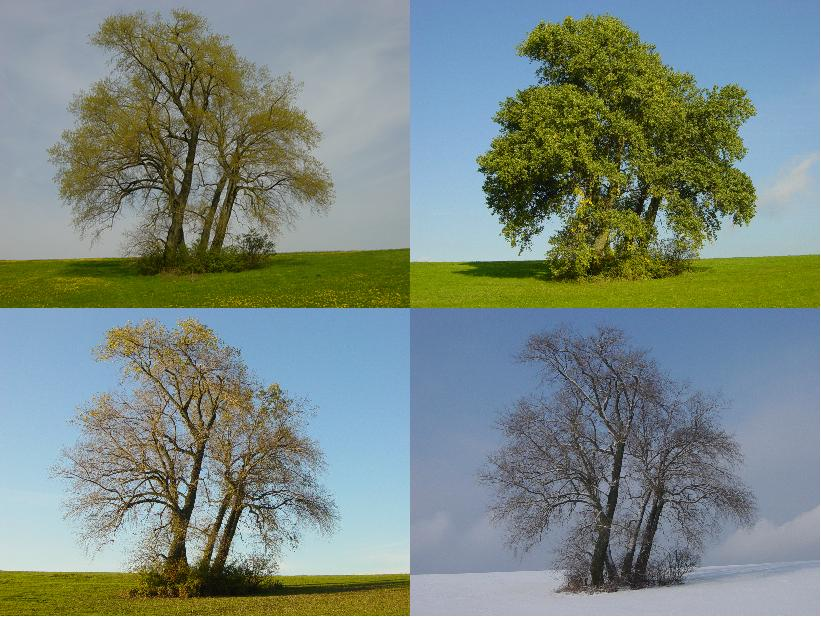
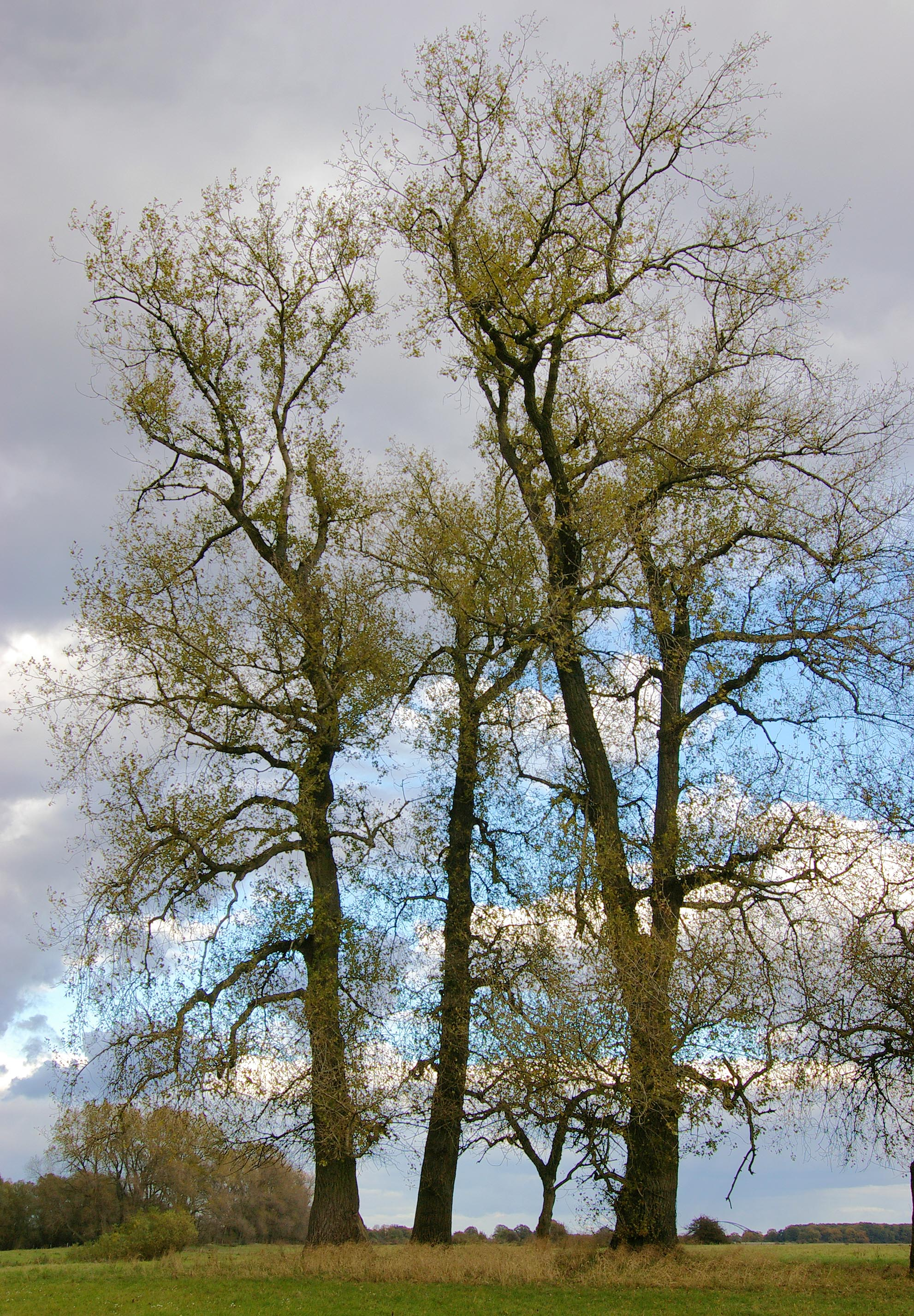
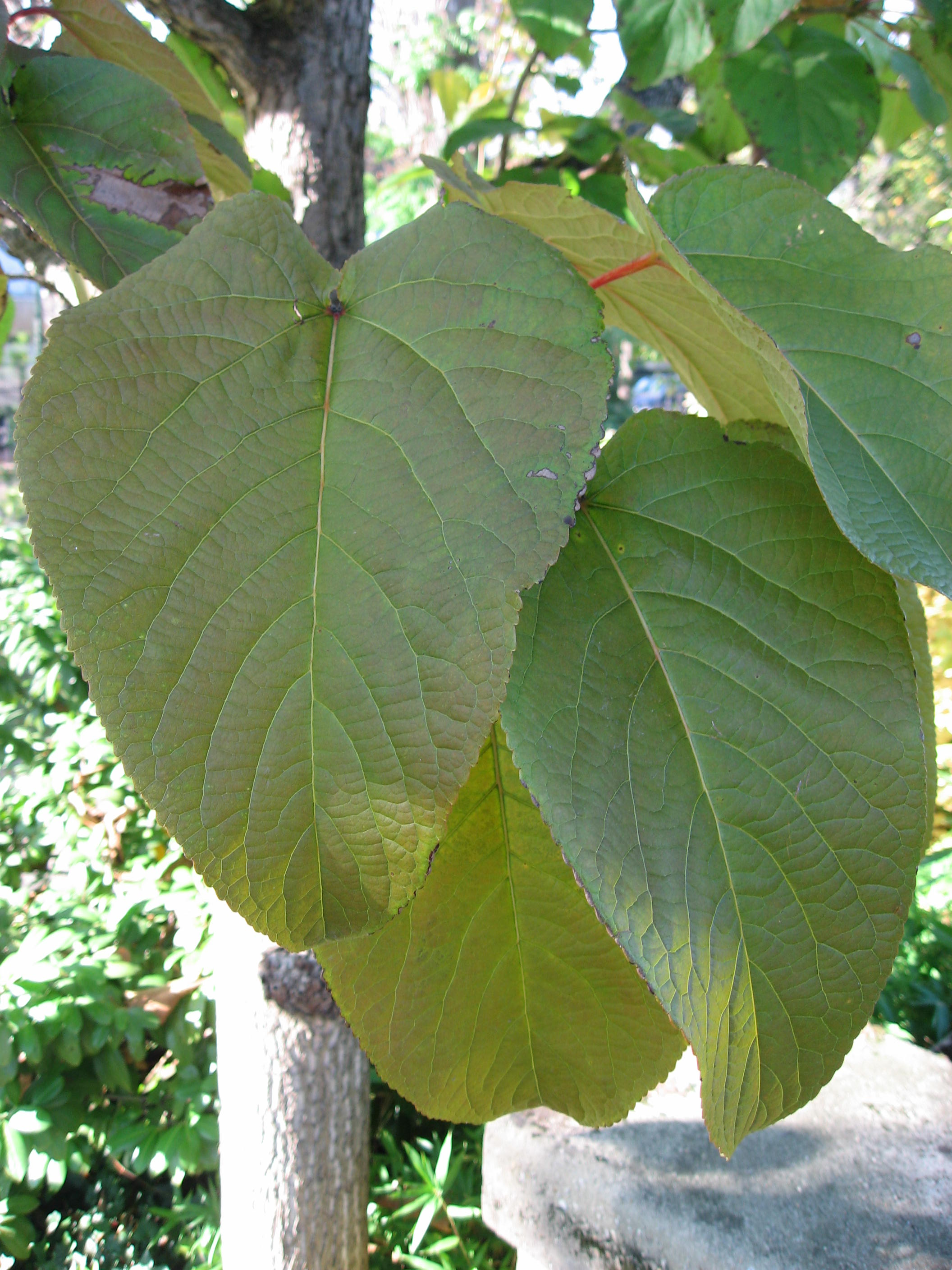
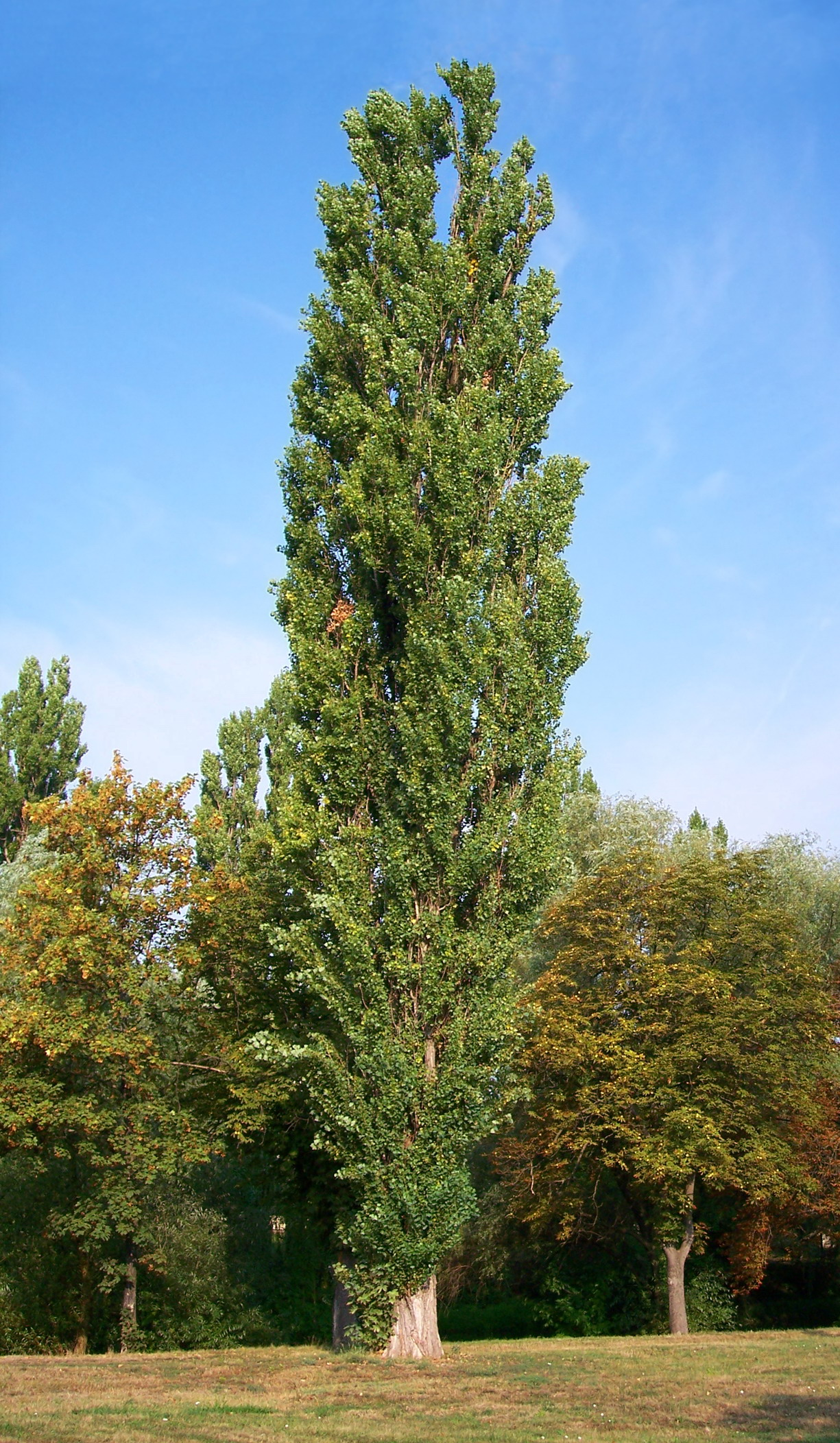

## Dottertaxa till poppelsläktet, i alfabetisk ordning[1]
- Populus acuminata
- Populus adenopoda
- Populus afghanica
- Populus alaschanica
- Populus alba
- Populus ambigua
- Populus amurensis
- Populus angustifolia
- Populus baileyana
- Populus balsamifera
- Populus beijingensis
- Populus berolinensis
- Populus brayshawii
- Populus canadensis
- Populus canescens
- Populus caspica
- Populus cataracti
- Populus cathayana
- Populus charbinensis
- Populus ciliata
- Populus davidiana
- Populus deltoides
- Populus euphratica
- Populus fredroviensis
- Populus fremontii
- Populus gamblei
- Populus gansuensis
- Populus girinensis
- Populus glandulosa
- Populus glauca
- Populus glaucicomans
- Populus gracilis
- Populus grandidentata
- Populus guzmanantlensis
- Populus haoana
- Populus heimburgeri
- Populus heterophylla
- Populus hinckleyana
- Populus hopeiensis
- Populus hsinganica
- Populus hyrcana
- Populus ilicifolia
- Populus inopina
- Populus intercurrens
- Populus intramongolica
- Populus irtyschensis
- Populus jackii
- Populus jacquemontiana
- Populus jezoensis
- Populus kangdingensis
- Populus kashmirica
- Populus keerqinensis
- Populus koreana
- Populus krauseana
- Populus lancifolia
- Populus lasiocarpa
- Populus laurifolia
- Populus mainlingensis
- Populus manshurica
- Populus maximowiczii
- Populus mexicana
- Populus minhoensis
- Populus moscoviensis
- Populus nakaii
- Populus nigra
- Populus ningshanica
- Populus pamirica
- Populus parryi
- Populus petrowskiana
- Populus pilosa
- Populus platyphylla
- Populus pruinosa
- Populus przewalskii
- Populus pseudoglauca
- Populus pseudomaximowiczii
- Populus pseudosimonii
- Populus pseudotomentosa
- Populus purdomii
- Populus qamdoensis
- Populus qiongdaoensis
- Populus rasumowskiana
- Populus rogalinensis
- Populus rotundifolia
- Populus rouleauana
- Populus schischkinii
- Populus schneideri
- Populus shanxiensis
- Populus sieboldii
- Populus simaroa
- Populus simonii
- Populus smithii
- Populus steiniana
- Populus suaveolens
- Populus szechuanica
- Populus talassica
- Populus tianschanica
- Populus tomentosa
- Populus tremula
- Populus tremuloides
- Populus trinervis
- Populus tristis
- Populus ussuriensis
- Populus wenxianica
- Populus wettsteinii
- Populus villosa
- Populus wilsonii
- Populus violascens
- Populus wuana
- Populus wulianensis
- Populus xiangchengensis
- Populus xiaohei
- Populus xiaozhuanica
- Populus yatungensis
- Populus yuana
- Populus yunnanensis

## Källa
1. 1 2 3  Roskov Y., Kunze T., Orrell T., Abucay L., Paglinawan L., Culham A., Bailly N., Kirk P., Bourgoin T., Baillargeon G., Decock W., De Wever A., Didžiulis V. (ed) (28 februari 2014). ”Species 2000 & ITIS Catalogue of Life: 2014 Annual Checklist.”. Species 2000: Reading, UK. http://www.catalogueoflife.org/annual-checklist/2014/browse/tree/id/17266446. Läst 26 maj 2014.
2. ↑  Sveriges lantbruksuniversitet 2012–. Populus L. - Poppelsläktet från Svensk Kulturväxtdatabas (SKUD). Läst: 23 maj 2015
3. 1 2  Kjell Westerlind, Sveriges landskapsträd, 2014.
4. ↑  Birger Hjelm, Tord Johansson, Almir Karacic (28 februari 2011). ”Hybridpoppelns biomassa- och volymproduktion – en framtida potential”. Fakta Skog-SLU. https://www.slu.se/globalassets/ew/ew-centrala/forskn/popvet-dok/faktaskog/faktaskog11/faktaskog_31_2011.pdf.
5. ↑  Birger Hjelm, Tord Johansson (28 februari 2012). [https://www.slu.se/globalassets/ew/ew-centrala/forskn/popvet-dok/faktaskog/faktaskog12/faktaskog_05_2012.pdf ”Tillvaratagande av hybridpoppelns stubbar och stubbskott 
— en tänkbar råvara för bioenergianvändning”]. Fakta Skog-SLU. https://www.slu.se/globalassets/ew/ew-centrala/forskn/popvet-dok/faktaskog/faktaskog12/faktaskog_05_2012.pdf.
6. ↑  ”Föröka poppel med sticklingar”. Skogssverige. 4 september 2008. https://www.skogssverige.se/jag-skulle-vilja-foroka-poppel-med-sticklingar-hur-gar-man-tillvaga-och-nar-skall-sticklingarna-tas. Läst 18 mars 2018.
7. 1 2 3 4  ”Går det att ta sticklingar från hybridasp?”. Skogssverige. 10 juni 2017. https://www.skogssverige.se/gar-det-att-ta-sticklingar-fran-hybridasp. Läst 18 mars 2018.
8. ↑  Per-Ove Persson, Lars Rytter, Tord Johansson, Birger Hjelm (28 februari 2015). ”Handbok för odlare av poppel och hybridasp”. Jordbruksverket. https://www2.jordbruksverket.se/download/18.427773ab14dde0f110dae145/1434110736268/ovr355.pdf.
9. ↑  Christersson,, Lars (2013). Papperspopplar och energipilar. Trilöv förlag. sid. 334. ISBN 978-91-980827-1-5
10. ↑  International Poplar Commission: Report of the 22nd Session of the Commission and of the 42nd Session of its Executive Committee, Santiago, Chile, 28 November – 2 December 2004. (pdf) sid.9-10
11. ↑  Carlquist, Gunnar, red (1937). Svensk uppslagsbok. Band 21. Malmö: Svensk Uppslagsbok AB. sid. 1018
12. ↑  Tord Johansson, Birger Hjelm (28 februari 2013). ”Missfärgning av veden i poppelstammar”. Fakta Skog-SLU. https://www.slu.se/globalassets/ew/ew-centrala/forskn/popvet-dok/faktaskog/faktaskog13/faktaskog_03_2013.pdf.
13. ↑  Alexander Bergström. [https://www.diva-portal.org/smash/get/diva2:746696/FULLTEXT01.pdf ”Träkärnor i alpina skidor
- ett examensarbete kring olika träslag och dess egenskaper som träkärna i alpina skidor.”]. https://www.diva-portal.org/smash/get/diva2:746696/FULLTEXT01.pdf. Läst 25 november 2019.
14. ↑  ”Här är trädet som kan ersätta bomull”. svt.se. https://www.svt.se/nyheter/lokalt/uppsala/har-ar-tradet-som-kan-ersatta-bomull. Läst 28 augusti 2022.